# Raffaele Maturi
Raffaele Maturi (Latronico, 20 agosto 1832 – Napoli, 30 marzo 1910) è stato un medico e letterato italiano.

## Biografia
Trasferitosi a Napoli per gli studi universitari, conseguì la laurea in medicina presso la regia università nel 1854. Nello stesso anno, venne arrestato perché sospettato di attività liberale ma con l'aiuto del suo maestro Pietro Ramaglia, medico personale di Ferdinando II, venne messo in libertà. Maturi, accanto all'attività medica, organizzò corsi di letteratura e filosofia a Latronico e Castelluccio Superiore. Fu il fondatore di periodici di medicine come Il Morgagni, uno dei più importanti in Italia, e La riforma clinica.
Nel 1860, partecipò all'insurrezione lucana, organizzando un esercito di volontari per fiancheggiare i Mille di Giuseppe Garibaldi ed entrò nel Comitato municipale per la pubblica tranquillità di Castelluccio Superiore. Successivamente, Maturi ottenne la carica di consigliere provinciale della Basilicata per il mandamento di Latronico ed insegnò privatamente botanica, zoologia e idroterapia all'università di Napoli. Assunse la direzione dello stabilimento termale di Castellammare di Stabia e fu nominato all'università partenopea libero docente di patologia generale e storia della medicina. Si spense a Napoli nel 1910.

## Opere

### Letterarie e filosofiche
- Il Vesuvio (1859)
- La vita e la morte (Napoli, 1886)

### Mediche
- Dizionario di medicina ad uso del pratico (Napoli, 1873)
- Le acque. I bagni. Manuale di idroterapia (Napoli, 1874)
- Introduzione alla storia della medicina (Napoli, 1884)
- Medicina preistorica (Napoli, 1884)
- Storia dell'idroterapia (Napoli, 1886)
- Della istruzione e della educazione del medico. Commenti su alcuni passi delle opere ippocratiche (Napoli, 1886)
- Dizionario di patologia generale e speciale ad uso del pratico (Napoli, 1886)
- Intorno alla storia della medicina (Napoli, 1887)
- Guida alle acque minerali e ai bagni di Confluente in Castellammare Stabia (Napoli, 1903)